# جرارد بوربوت
جرارد بوربوت (انگلیسی: Gérard Bourbotte; ۷ فوریهٔ ۱۹۳۴ – ۲۵ ژوئن ۲۰۱۶) بازیکن فوتبال اهل فرانسه بود.
از باشگاه‌هایی که در آن بازی کرده‌است می‌توان به باشگاه فوتبال لیل، باشگاه فوتبال استراسبورگ، و باشگاه فوتبال ستاره سرخ اشاره کرد.